# Monampteuil
Monampteuil es una comuna francesa situada en el departamento de Aisne, de la región de Alta Francia.

## Geografía
Está ubicada a 10 km al sur de Laon.

## Demografía
| 134 | 113 | 126 | 113 | 123 | 154 | 134 | 131 |
| Para los censos de 1962 a 1999 la población legal corresponde a la población sin duplicidades (Fuente: INSEE [Consultar]) |     |     |     |     |     |     |     |